# Lavras
Lavras là một đô thị thuộc bang Minas Gerais, Brasil. Đô thị này có diện tích 564,495 km², dân số năm 2007 là 91333 người, mật độ 161,8 người/km².